# La Marseillaise de l'Essonne

La Marseillaise de l'Essonne est le titre du journal à vocation départementale que la fédération du Parti communiste français édite après la réorganisation administrative de la Région parisienne, en 1966. Le titre est dans sa périodicité hebdomadaire, dans sa numérotation et dans son orientation politique la continuation d'un organe de presse clandestin créé en fin d'année 1942, La Marseillaise de Seine-et-Oise.

## Éléments d'histoire

### La Marseillaise de Seine-et-Oise
Le premier numéro de la feuille clandestine nommée alors La Marseillaise a la présentation d'un tract. Mais  à la différence des feuilles ronéotées ponctuellement, les militants qui l'animent lui donnent un titre à partir du 16 décembre 1942, selon le témoignage de Serge Lefranc, militant communiste du sud de la Seine-et-Oise. Le journal, clandestin diffuse les idées et mots d'ordre de l'organisation Front national de lutte pour la Libération et l'Indépendance de la France. Ce Front National, qui est alors son l'appellation courante de ce mouvement initié par le Parti communiste français, ravive la lutte patriotique contre l'occupant allemand et la Collaboration française. Selon le même témoignage l'homme qui est à l'initiative du journal est un universitaire géographe du nom de Charles Steber,. Cette version "officielle" du journal sur son histoire livre un aspect de la réalité telle qu'elle s'instaure au début de la guerre froide. En effet organe départemental du « Front national » durant la période de la Résistance, La Marseillaise de Seine-et-Oise l'est encore en 1945-1947. Les membres de ce Mouvement ne sont pas communistes. Ils partagent avec le PCF la vision d'une France indépendante, ils seraient moins tentés de le suivre dans la révolution sociale.

#### 1944-1947, uneMarseillaise«au service de la République»
Plusieurs éléments attestent d'une indépendance formelle.
- Les rapports d'activité présentés aux Congrès nationaux de 1945 et 1947 du Parti communiste[5]  ne citent pas le journal La Marseillaise de Seine-et-Oise dans le périmètre de la presse régionale hebdomadaire communiste. La Seine-et-Oise en son entier est dôtée d'un hebdomadaire partisan, La Renaissance de Seine-et-Oise.
  - Créé au printemps 1945, le journal la Renaissance de Seine-et-Oise s'affiche[6] avec faucille et marteau sur un fond triptyque d'usines aux hautes cheminées fumantes, de charrue attelée à de robustes chevaux en lisière de sillons se perdant à l'horizon, et de Château de Versailles. L'union de la classe ouvrière, de la paysannerie et de la production artistique et intellectuelle ? Le sous-titre est appuyé : Journal d'informations régionales du Parti communiste français.
  - La Marseillaise de Seine-et-Oise est plus sobre[7] : la "Marseillaise" de Rude, glaive en avant, ailes déployées est incrustée dans le titre. Cette symbolique est durable puisqu'elle celle de La Marseillaise de l'Essonne. Son sous-titre est Journal d'informations locales au service de la République.

- Le contenu des articles généraux durant les premières années de La Marseillaise de Seine-et-Oise répercute l'activité du Front national en Seine-et-Oise : compte-rendu des réunions, appels à participer aux actions du mouvement.  Fin 1945-début 1946 le journal qui ne parait que sur une feuille recto-verso fait paraître des appels tels que : Adhérez au Front national[8]. Dans le cadre du positionnement des organisations issues de la Résistance, il donne voix aux responsables du MUR qui ne refusent pas une alliance avec les communistes. Ainsi le 5 janvier 1946 il publie une lettre de Pierre Clostermann aviateur héroïque de la France-libre. Il y explique Pourquoi j'ai adhéré au MUR.

#### De 1950 à 1965: la voix des communistes du sud Seine-et-Oise
Le 28 avril 1962, des attentats attribués à l’OAS sont perpétrés contre les locaux du journal à Étampes et contre le commissariat de police de cette ville. 
Le rapport d'activité préparatoire au Congrès du PCF de 1967 dresse l'état de la presse communiste en 1966. La Marseillaise est incluse dans le dispositif  des communistes en matière de presse en Région parisienne.
- Seine-et-Oise nord : La Renaissance de Seine-et-Oise' (multiples éditions avec titre unique).
- Seine-et-Oise sud : La Marseillaise de Seine-et-Oise (dix éditions avec titres distincts).

### La Marseillaise de l'Essonne
La Marseillaise de l'Essonne prend le relais de La Marseillaise de Seine-et-Oise en 1966-1967.
- La direction et l'administration sont domiciliées à Palaiseau, à la même adresse que celle de la Fédération de l'Essonne du Parti communiste.

#### Un journal de proximité
- Le titre  générique, Marseillaise de l'Essonne est démultiplié en plusieurs sous-titres correspondant à une édition locale. Pour donner un exemple, à la zone nord-ouest du département (cantons de Bièvres, de Palaiseau, d'Orsay, de Bures-sur-Yvette, etc). les éditeurs concoctent Le Journal de Palaiseau. Cette édition est constituée de l'éditorial commun à toutes les éditions, ainsi que les pages sportives, et de pages dédiées aux communes situées dans la zone de parution. Cette organisation est la même que celle des journaux de province. Existent ainsi Corbeil-Express, Massy-Actualité, L'Éclair. Elle reprend ce qui était fait à La Marseillaise de Seine-et-Oise, qui avait mis en place des éditions "régionales" autour d'une ville[11]
- Lors des élections législatives, de 1967 à 1981 l'Essonne compte quatre circonscriptions électorales. La Marseillaise  publie alors quatre éditions, où une des pages centrales est spécifique à la circonscription concernée[12]. Le but du journal n'est évidemment pas d'informer, mais consiste à populariser localement la politique du parti qui l'édite[13].
- Les élections municipales et cantonales sont des temps forts pour La Marseillaise. Pour chaque localité importante, les organisations communistes y présentent la liste des candidats, et surtout les listes de soutien que les militants font signer sur les marchés ou au porte-à-porte. Paraissent ensuite les résultats par canton, par commune et pour ces dernières souvent par bureau de vote.
- Hormis l'éditorial, et mis à part les moments électoraux, il y a peu de politique apparente. Les pages réservées aux informations locales sont anonymes. L'éditorial lui-même n'est souvent signé que La Marseillaise.

#### Un accompagnement à l'implantation partisane
- La densité et la régularité des articles concernant les diverses communes tient en quelques correspondants locaux réguliers et en la fourniture par les organisations locales du PCF d'articles.

En ce domaine, la forte implantation locale du Parti communiste en Essonne fait augmenter entre 1970 et 1977 la pagination du journal. En 1971, sur les 198 communes de l'Essonne, 
20 élisent un maire communiste. En 1977, 31 communes sont dans ce cas.

## Diffusion

### Chiffrages
- Diffusion moyenne[15]
  - 1975 : 50 000
  - 1981 : 62 000
  - 1984 : 45 000
  - 1991 : 20 000
- Diffusion (payante au numéro) :
  - 1977 : 28 000

- Rappel des tirages de La Marseillaise de Seine-et-Oise :  
  - Mai 1946..... : 64 800[16]
  - octobre 1946 : 60 300
  - mars 1947 ... : 70 000